# Джуна
Евгения Ювашевна Давиташвили (на руски: Евге́ния Юва́шевна Давиташви́ли, по рождение Евгения Ювашевна Сардис, на асирийски: Джуна Бит-Сардис), известна като Джу́на, e руска поетеса и астроложка от асирийски произход.
Тя е президент на обществената организация Международна академия на алтернативните науки. Според лични твърдения е носителка на редица награди и патенти, както и на званието генерал-полковник от медицинската служба, които са подробно описани на нейния официален сайт. Пак по нейни твърдения лекува рак и удължава живота до над 100 години.

## Биография
Джуна се ражда на 22 юли 1949 г. в с. Урмия, Краснодарски край, РСФСР, в семейството на асирийския емигрант от Иран Юваш Сардис. Учи 2 години в Ростовския техникум за кино и телевизия, но прекъсва и заминава за Москва. Според друга версия завършва Ростовския медицински техникум и е изпратена по разпределение на работа в Тбилиси, където се запознава с бъдещия си съпруг Виктор Давиташвили. От 1980 г. живее и работи в Москва. Има краткотраен брак с Игор Матвиенко.
Въпреки че Съветският съюз официално не поощрява популяризирането на алтернативната медицина, се говорело, че тежкоболният вожд генералният секретар на ЦК на КПСС Леонид Брежнев посещава 30-годишната Джуна, за да удължи живота му. Сред нейните пациенти, макар официални потвърждения за това да липсват, са също художникът Иля Глазунов, актьорите Джулиета Мазина, Робърт де Ниро, Марчело Мастрояни, кинорежисьорите Андрей Тарковски и Федерико Фелини. Тя самата разказва, че сред тях е и президентът на Русия Борис Елцин.
Носителка е на много награди, включително звездата на герой на социалистическия труд на СССР, ордена „Дружба на народите“, медала на ООН „За укрепване на мира“, медал „За доблест“, (непотвърдено официално) званието генерал-полковник от медицинската служба.
През 1990 г. основава обществената организация Международна академия на алтернативните науки, а през юни 1994 г. е избрана за вицеректор за мандат от 5 години на Свободния международен университет за нетрадиционна медицина в Коломбо, основан от емигранти от СССР. Самопровъзгласява се за царица на асирийския народ през 1997 г.
През 1995 г. участва в парламентарните избори в Русия, начело на Блока „Джуна Давиташвили“. Нейната политическа формация печели едва 0,47% от гласовете, което не ѝ дава възможност да излъчи депутат в Държавната дума.
След смъртта на нейния син Вахтанг през 2001 г. заживява като отшелница.
Наред с изцеляването Джуна създава и свое художествено творчество: рисува, пише стихове и разкази, играе на сцената заедно с Игор Талков и Андрей Державин.
През 2008 г. Първи канал на Руската телевизия заснема документален филм за Джуна, в който е използвана нейната собствена песен „Посрещаме заедно Нова година“ (на руски: Встречаем вместе Новый Год), написана заедно с Аркадий Укупник. През 2011 г. е поканена да гостува в токшоуто „Нека говорят“ (на руски: Пусть говорят) по Първи канал на Руската телевизия.

## Филмография
- Юность гения... Прорицательница Юна.